# Sphyraena argentea
Sphyraena argentea är en fiskart som beskrevs av Girard, 1854. Sphyraena argentea ingår i släktet Sphyraena och familjen Sphyraenidae. IUCN kategoriserar arten globalt som livskraftig. Inga underarter finns listade i Catalogue of Life.